# Lokomotivstadion (Roese)
Het Lokomotivstadion (Bulgaars: Локомотив) is een multifunctioneel stadion in Roese, een stad in Bulgarije. 
Het stadion wordt vooral gebruikt voor voetbalwedstrijden, de voetbalclub PFC Ariston Rousse maakt gebruik van dit stadion. In het stadion is plaats voor 10.000 toeschouwers. 